# Estadio municipal Antonio Lorenzo Cuevas
El estadio municipal Antonio Lorenzo Cuevas, actualmente clausurado, conocido anteriormente tan solo con el nombre de estadio municipal de Marbella y anteriormente desde su inauguración como estadio municipal Utrera Molina, era un estadio de Marbella, donde el Marbella Fútbol Club disputaba sus partidos. Llegó a tener una capacidad de unos 7000 espectadores. Tenía una pista de atletismo que no estaba homologada ya que no tenía una cuerda de 400 metros, ni zonas de saltos o lanzamientos.
Su último nombre, estadio municipal Antonio Lorenzo Cuevas, fue en honor al primer deportista de élite nacido en Marbella, quien fue jugador de los años 50 del pasado siglo del C.D. Málaga.
En los años 80 y 90 se celebraron varios conciertos multitudinarios como el de Queen que actuó en el estadio el 5 de agosto de 1986 durante la Magic Tour y que fue la penúltima actuación en vivo de Freddie Mercury con la banda. Exactamente dos años después, Michael Jackson actuó frente a 28 000 personas durante la Bad World Tour. En julio de 1990. También actuó Prince en la Nude Tour, entre otros muchos más.